# Milenka Nedović
Milenka Nedović (in serbo Миленка Недовић?; Belgrado, 3 aprile 1971) è un'ex cestista jugoslava.

## Carriera
Con la Jugoslavia ha disputato due edizioni dei Campionati europei (1997, 1999).